# Pieris (San Canzian d'Isonzo)
Pieris è una frazione del comune di San Canzian d'Isonzo, nell'ex provincia di Gorizia, in Friuli-Venezia Giulia. Il paese sorge a 8 metri sul livello del mare, a ridosso della strada statale 14 della Venezia Giulia, ed ospita la sede municipale del comune sparso di San Canzian d'Isonzo.

## Storia
Si tratta di un toponimo friulano ("pieris" in friulano significa "pietre") che deriva dal latino e sta ad indicare le pietre che venivano utilizzate per la realizzazioni degli argini a difesa dalle inondazioni dell'Isonzo, come si legge anche in un atto del 1299 dove il borgo viene definito come Villa de Pietris ultra Isontinum. In un documento del 1295 viene definito come Pieres.

## Monumenti e luoghi d'interesse
A Pieris si trovano la chiesa parrocchiale di Sant'Andrea, che custodisce sopra la porta d'ingresso una Madonna tardogotica e all'interno una pala d'altare cinquecentesca e un altare barocco di Paolo Zuliani (1760), e la villa Settimini, pregevole edificio un tempo sede del comune e ora sede della Biblioteca Comunale.

## Sport
A livello calcistico troviamo l'Associazione Calcio Pieris; per quanto riguarda il ciclismo, il team dell'A.C. Pieris, per il pattinaggio l'A.S.D. Pattinaggio Artistico Pieris, per la pallacanestro A.S.D. Nuova Basket Isonzo,  e per la pallavolo l'A.S.D. Pallavolo Pieris.
Pieris è inoltre il paese natale dell'ex-calciatore e allenatore Fabio Capello.